# (6717) Antal
(6717) Antal ist ein Asteroid des Hauptgürtels, der am 10. Oktober 1990 von den deutschen Astronomen Freimut Börngen und Lutz D. Schmadel an der Thüringer Landessternwarte Tautenburg (IAU-Code 033) im Tautenburger Wald in Thüringen entdeckt wurde.
Der Asteroid gehört zur Dora-Familie, einer Gruppe von Asteroiden, die nach (668) Dora benannt ist.
Der Asteroid wurde am 5. März 1996 nach dem slowakischen Astronomen und Asteroidenentdecker Milan Antal (1935–1999) benannt, der Gründungsmitglied und Vizepräsident der 1989 gegründeten General Štefánik Society war.